# Ioba
L’Ioba est une des 45 provinces du Burkina Faso, située dans la région du Sud-Ouest.

## Géographie

### Démographie
- En 1996, la province comptait 161 484 habitants recensés (49,10 hab./km2)[3],[4].
- En 2003, la province comptait 167 663 habitants estimés (51,41 hab./km2)[5].
- En 2006, la province comptait 192 321 habitants recensés (58,98 hab./km2)[6].
- En 2010, la province comptait 210 267 habitants estimés (64,48 hab./km2)[7].
- En 2019, la province comptait 265 876 habitants recensés (81,53 hab./km2)[2].

### Principales localités
Ne sont listées ici que les localités de la province ayant atteint au moins 2 000 habitants dans les derniers recensements (ou estimations de source officielles). Les données détaillées par ville, secteur ou village du dernier recensement général de 2019 ne sont pas encore publiées par l'INSD (en dehors des données préliminaires par département).
| Ville ou village                   | Coordonnées                 | Altitude | Population  | Population  |
| Ville ou village                   | Coordonnées                 | Altitude | Rec. 1996   | Rec. 2006   |
| ---------------------------------- | --------------------------- | -------- | ----------- | ----------- |
| Dano                               | 11° 08′ 38″ N, 3° 03′ 43″ O | m        | 11 202 hab. | 17 068 hab. |
| Balembar (ou Belembar)             |                             | m        | 1 125 hab.  | 5 511 hab.  |
| Nakar                              |                             | m        | 4 197 hab.  | 5 332 hab.  |
| Dissin                             | 10° 56′ 34″ N, 2° 55′ 05″ O | m        | 5 452 hab.  | 4 474 hab.  |
| Hamélé                             | 11° 00′ 22″ N, 2° 44′ 55″ O | m        | 3 182 hab.  | 3 720 hab.  |
| Benvar                             |                             | m        | 1 395 hab.  | 3 094 hab.  |
| Zodoun-Tampouo (ou Zodoum-Tampouo) |                             | m        | 2 571 hab.  | 2 907 hab.  |
| Orpoune (ou Orpoun)                | 11° 13′ 18″ N, 3° 08′ 01″ O | m        | 2 413 hab.  | 2 886 hab.  |
| Tankiédougou                       | 11° 06′ 52″ N, 3° 23′ 38″ O | m        | 1 488 hab.  | 2 569 hab.  |
| Mou                                |                             | m        | 1 752 hab.  | 2 453 hab.  |
| Oronkua                            | 11° 16′ 51″ N, 3° 06′ 06″ O | m        | 1 918 hab.  | 2 335 hab.  |
| Bouni                              |                             | m        | 1 074 hab.  | 2 125 hab.  |
| Ouessa                             | 11° 02′ 35″ N, 2° 47′ 09″ O | m        | 2 141 hab.  | 2 099 hab.  |
| Complan                            |                             | m        | 1 276 hab.  | 2 092 hab.  |
| Pouléba                            | 11° 16′ 29″ N, 3° 10′ 00″ O | m        | 1 555 hab.  | 2 073 hab.  |

## Administration

### Chef-lieu et haut-commissariat
Dano est le chef-lieu de la province, administrativement dirigée par un haut-commissaire, nommé par le gouvernement et placé sous l'autorité du gouverneur de la région. Le haut-commissaire coordonne l'administration locale des préfets nommés dans chacun des départements.
| Période        | Période  | Identité       | Fonction précédente  | Observation |
| -------------- | -------- | -------------- | -------------------- | ----------- |
| 8 juillet 2016 | En cours | M. Pagnon Bado | Administrateur civil | [ 1 ]       |

| Période        | Période  | Identité          | Fonction précédente  | Observation |
| -------------- | -------- | ----------------- | -------------------- | ----------- |
| 8 juillet 2016 | En cours | M. Abdoulaye Héma | Administrateur civil | [ 1 ]       |

### Départements ou communes

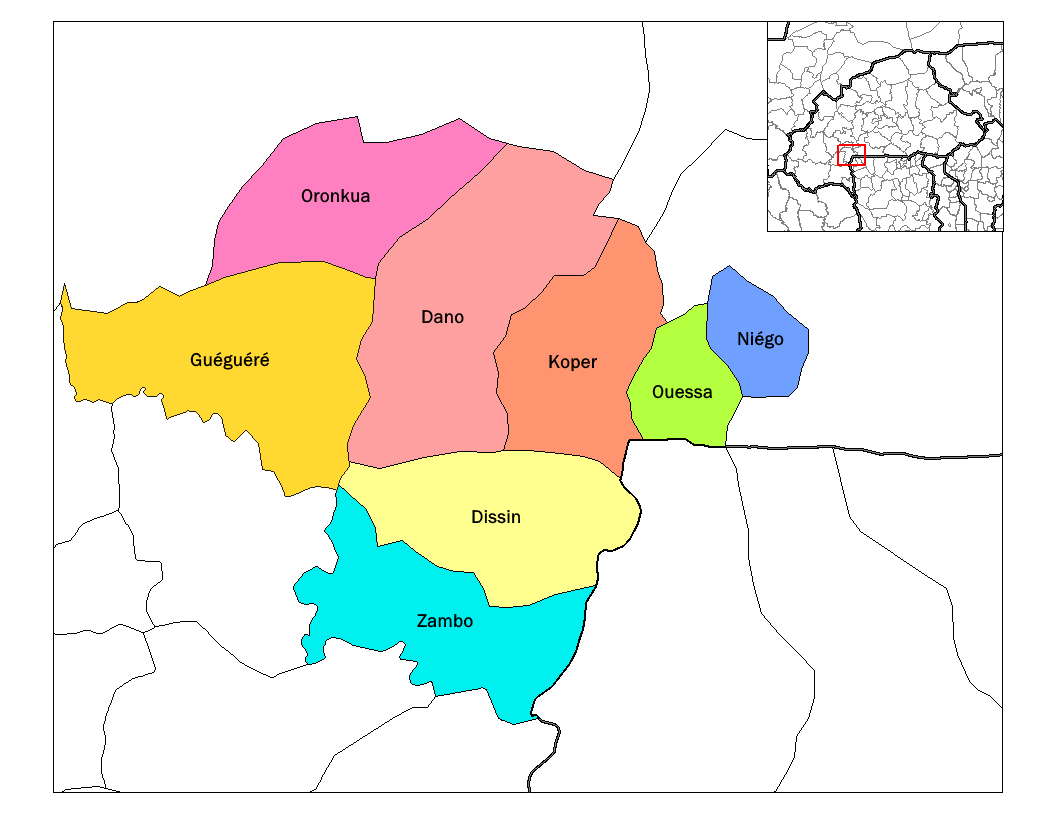
Carte des huit départements de la province de l’Ioba, formant également le district sanitaire de Dano.

La province de l’Ioba est administrativement composée de huit départements ou communes.
Sept sont des communes rurales, Dano est une commune urbaine dont la ville chef-lieu, subdivisée en sept secteurs urbains, est également chef-lieu de la province :
| Département ou commune     | Type de commune            | Subdivisions,                        | Chef-lieu                       | Population | Population | Population | Population |
| Département ou commune     | Type de commune            | Subdivisions,                        | Chef-lieu                       | Rec. 1996  | Est. 2003  | Rec. 2006  | Rec. 2019  |
| -------------------------- | -------------------------- | ------------------------------------ | ------------------------------- | ---------- | ---------- | ---------- | ---------- |
| Dano                       | urbaine                    | 1 ville (7 secteurs) et 22 villages  | Dano (chef-lieu de la province) | 36 419     | 43 583     | 265 876    | 64 232     |
| Dissin                     | rurale                     | 26 villages                          | Dissin                          | 33 051     | 36 247     | 37 776     | 45 564     |
| Guéguéré                   | rurale                     | 37 villages                          | Guéguéré                        | 24 531     | 29 915     | 32 634     | 46 970     |
| Koper                      | rurale                     | 20 villages                          | Koper                           | 18 006     | 5 401      | 16 305     | 28 637     |
| Niégo                      | rurale                     | 8 villages                           | Niégo                           | 8 272      | 9 864      | 9 285      | 12 346     |
| Oronkua                    | rurale                     | 14 villages                          | Oronkua                         | 16 990     | 20 898     | 21 262     | 30 682     |
| Ouessa                     | rurale                     | 7 villages                           | Ouessa                          | 10 189     | 11 381     | 10 242     | 17 218     |
| Zambo                      | rurale                     | 21 villages                          | Zambo                           | 14 026     | 18 304     | 18 260     | 20 227     |
| 8 départements ou communes | 8 départements ou communes | 1 ville (7 secteurs) et 155 villages | Total                           | 161 484    | 175 593    | 192 321    | 265 876    |

## Santé et éducation
Les huit communes de la province forment le district sanitaire de Dano au sein de la région.